# Amer Delić
Amer Delić (Tuzla, 30 giugno 1982) è un ex tennista bosniaco con cittadinanza statunitense.
Fino al 2009 ha giocato per gli Stati Uniti, dove si era trasferito nel 1996.

## Carriera
Nei tornei del Grande Slam ha ottenuto il suo miglior risultato raggiungendo il terzo turno nel singolare agli Australian Open nel 2009 e in doppio agli US Open nel 2005 e nel 2007.
In Coppa Davis ha disputato un totale di 17 partite, ottenendo 11 vittorie e 6 sconfitte.